# Ivanščica
Ivanščica, także Ivančica (1060 m) – góra w Chorwacji.

## Opis
Jest najwyższą górą w Chorwacji położoną na północ od rzeki Sawy. Leży na południowy zachód od Varaždinu. Rozciąga się na długości 30 km, pomiędzy rzekami Bednją, Lonją, Krapiną i Velikim Potokiem.
Jest zbudowana z wapienia, dolomitu, piaskowca i skał wylewnych. Wskaźnik jej lesistości wynosi 75%. Na jej zboczach znajdują się winnice, a u podnóża pola uprawne. Znajdują się w niej złoża węgla brunatnego, wydobywane są andezyt, diabaz i dolomit.
Na jej południowych zboczach znajdują się ruiny średniowiecznych grodów Belec, Gotalovec, Grebengrad, Milengrad, Oštrc i Pusti Lobor.